# Войтовина
Войтовина — річка в Україні, в межах Хмельницького району Хмельницької області. Друга права притока Південного Бугу.

## Опис, розташування
Річка, басейн якої розташований у центральній частині Хмельницької області, на території двох адміністративних районів — Волочиського і Хмельницького. Войтовина є правою притокою Південного Бугу. Площа її басейну становить 67,2 км², довжина русла — 21 км. У неї 17 приток загальною протяжністю — 35 км і густота річкової мережі — 0,83 км/км². 
Верхня течія Войтовини розташована переважно на Волочищині. Річка бере початок на західній околиці с. Дзеленці. Дещо північніше цього села Войтовина розливається у три ставки, кожен із яких завдовжки 200—300 м і завширшки 100 м. На північному сході Дзеленець утворює більший ставок — 700 на 150 м. 
Біля самої межі Волочиського і Хмельницького районів річка приймає води першої правої притоки, яка тече неглибокою суходільною долиною і має протяжність 2 км. Перетнувши межу районів, річка плине на схід між селами Лапківці та Рідкодуби. Далі її береги зазнали меліоративних робіт: біля дороги Рідкодуби — Лапківці річка значно розширена, а за дорогою протікає двома каналами. Потім, змінивши напрямок течії на північ, приймає води Лапковецьких ставків. У Рідкодубах Войтовина розливається в став завдовжки 800 м і завширшки 275 м, а потім змінює напрямок течії на схід. В цьому селі її води поповнюються кількома струмками, на деяких з них теж викопано невеличкі ставки. 
У середній течії Войтовина злегка меандрує, особливо це чітко проглядається між Рідкодубами і Педосами. Цю ділянку річки місцеві жителі ще називають Середньою (посередині між Рідкодубами і Педосами). А в центрі Педосів є став завдовжки 900 м і завширшки 250 метрів. Східніше цього села до Войтовини впадає третя права притока, яка бере початок у болотах, де її живлять два джерела. 
У нижній течії між Бережанкою і Мартинівкою Войтовина плине заболоченою долиною, змінюючи напрямок течії на північний. У Мартинівці вона утворює маленький ставок, меандрує у болотистій заплаві, і приймає води четвертої правої притоки, яка живиться з джерел і боліт. Оминувши Грузевицю з північного заходу, Войтовина впадає у Південний Буг. 
Нижня течія річки розташована в межах гідрологічного заказника «Грузевицького», який розташований переважно в заплаві річки Південний Буг. Створений заказник у 1982 році, його площа становить 324 га. 
У водах Войтовини водиться щука, товстолобик, окунь, лин, краснопірка, карась, йорж, в'юн, верховодка й амур білий. Численними на цій території є земноводні, але щільність видів плазунів невисока. 
Цікавий факт. Також існує варіан назви — Війтовина. До середини XX ст. згадуване тут село Бережанка називалось Війтівці, що мабуть зв'язане з назвою річки. На старих радянських і царсько-російських топографічних картах назва річки не згадувалась, а ось на польських — так. Підтвердження тому згадка у виданні «Słownik geograficzny Królestwa Polskiego i innych krajów słowiańskich».

## Галерея

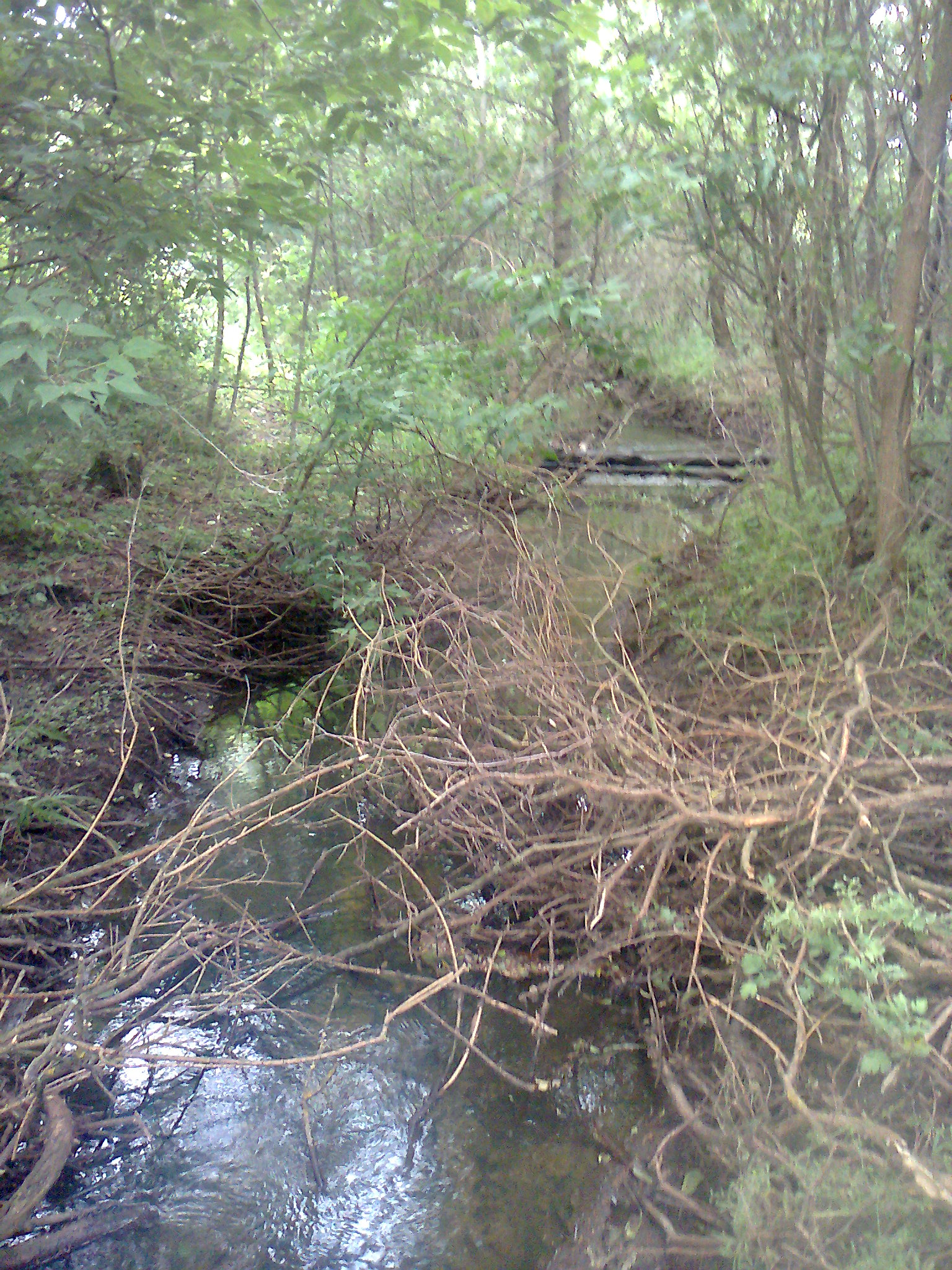
Войтовина у верхів'ї між Дзеленцями і Рідкодубами

Ставок у Рідкодубах, на річці Войтовині. Вигляд з греблі в бік с. Лапківці